# Monza
Monza es una ciudad situada al norte de Italia, capital de la provincia de Monza y Brianza, en la región de Lombardía.

## Descripción
Es la tercera ciudad más grande de la región de Lombardía y el centro económico, industrial y administrativo más importante del área de la Brianza. Destacable su industria textil y editorial. Se encuentra a unos 20 km al noreste de Milán.
Es la capital de la provincia de Monza y Brianza, creada el 12 de mayo de 2004 y que se hizo efectiva en el año 2009. 
Monza tiene una población que ronda los 122 000 habitantes. El río Lambro, afluente del río Po, cruza la ciudad.

## Historia

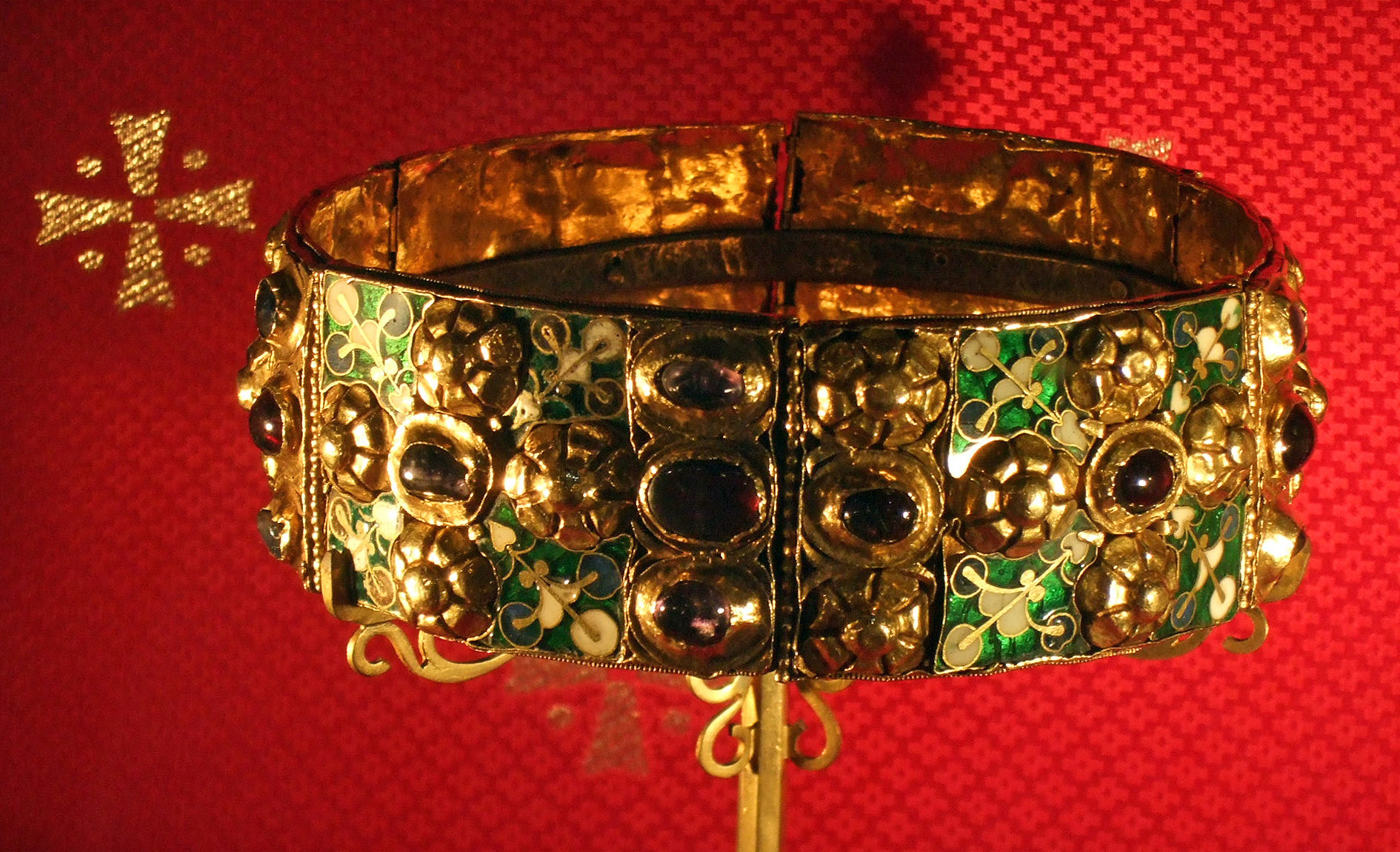
Corona de Hierro

Fue la antigua capital de los lombardos. Gran parte de su importancia histórica se la debe a la reina lombarda Teodolinda que en el 595 mandó construir la catedral en la que se conserva la Corona de Hierro de Lombardía, que según la tradición fue elaborada con un clavo de los que se utilizaron en la crucifixión de Cristo. Dicha corona sería recibida en la capilla del Palacio Público de Bolonia para la coronación de Carlos V. Se recibió también la corona de hierro de los césares en la basílica de San Petronio (patrón de Bolonia). La Corona de Hierro de Monza aparece en la pintura románica catalana del maestro de Pedret, en uno de los frisos de San Pedro de Burgal, como símbolo del reino lombardo.
En 1900 el anarquista Gaetano Bresci asesinó a Humberto I de Italia en la ciudad de Monza. El arquitecto y diseñador Gualtiero Galmanini fue el autor de los planos urbanos de la ciudad de Monza en el siglo XX.

## Demografía
| Gráfica de evolución demográfica de Monza entre 1861 y 2001 |
|                                                             |
| Fuente ISTAT - elaboración gráfica de Wikipedia             |

## Monumentos y lugares de interés
- Villa real de Monza, con sus jardines y su parque;
- Arengario de Monza, antiguo ayuntamiento que se halla en el casco antiguo;
- Autodromo Nazionale Monza de F1.
- Catedral de Monza, dedicada a San Juan Bautista.

## Deportes
Respecto al automovilismo, se destaca internacionalmente el Autodromo Nazionale Monza, sede del Gran Premio de Italia de Fórmula 1.
Y en cuanto al fútbol, el club local, AC Monza, participa en la Serie A, la primera división del fútbol nacional, a desde la temporada 2022-23. Disputa sus encuentros de local en el Estadio Brianteo cuyo aforo supera los 18 000 espectadores.